# تیم ملی فوتبال ساحلی استرالیا
تیم ملی فوتبال ساحلی استرالیا   نماینده استرالیا در مسابقات بین‌المللی فوتسال و یکی از تیم‌های فوتسال آسیایی است.
تیم فوتبال ساحلی استرالیا تا سال ٢٠٠۶ عضوی از کنفدراسیون فوتبال اقیانوسیه بوده، پس از آن به کنفدراسیون فوتبال آسیا پیوست. 